# Семяково
Семя́ково (тат. Симәк) — село в Муслюмовском районе Республики Татарстан, административный центр Семяковского сельского поселения.

## Этимология названия
Топоним произошел от антропонима «Симәк».

## География
Село находится в бассейне реки Мушуга, в 24 км к северо-востоку от районного центра, села Муслюмово.

## История
Село известно с 1701 года. Основано татарами – выходцами из Казанского и Мамадышского уездов Казанской губернии.
В XVIII – первой половине XIX веков жители относились к категориям башкир-вотчинников и тептярей. Их основные занятия в этот период – земледелие и скотоводство, было распространено пчеловодство.
В «Списке населенных мест по сведениям 1870 года», изданном в 1877 году, населённый пункт упомянут как деревня Семякова 1-го стана Мензелинского уезда Уфимской губернии. Располагалась при речке Кипчак-илге, по правую сторону почтового тракта из Мензелинска в Бирск, в 38 верстах от уездного города Мензелинска и в 10 верстах от становой квартиры в деревне Поисева. В деревне, в 64 дворах жили 340 человек (175 мужчин и 165 женщин, тептяри), были мечеть, училище, водяная мельница. Жители занимались земледелием, скотоводством, пчеловодством.
По сведениям 1870 года, в селе функционировали мечеть (в 1906 году на месте обветшавшей старой построена новая), медресе (в 1894 и 1906 годах построены здания), мектеб, водяная мельница. В начале XX века земельный надел сельской общины составлял 1531,8 десятины.
До 1920 года село входило в Поисеевскую волость Мензелинского уезда Уфимской губернии. С 1920 года в составе Мензелинского кантона ТАССР.
В 1923 году открыта начальная школа. В 1929 году в селе организован колхоз «Венера».
С 10 августа 1930 года – в Муслюмовском, с 1 февраля 1963 года – в Сармановском, с 12 января 1965 года в Муслюмовском районах.

## Население
| 1816 | 1859 | 1870 | 1884 | 1897 | 1920 | 1926 | 1938 | 1949 | 1958 | 1970 | 1979 | 1989 | 2002 | 2010 | 2017 |
| ---- | ---- | ---- | ---- | ---- | ---- | ---- | ---- | ---- | ---- | ---- | ---- | ---- | ---- | ---- | ---- |
| 82   | 306  | 340  | 521  | 543  | 734  | 655  | 743  | 441  | 377  | 353  | 385  | 315  | 269  | 269  | 211  |

Национальный состав села: татары.

## Экономика
Жители занимаются скотоводством.

## Объекты образования, медицины и культуры
В селе действуют начальная школа, детский сад (с 1985 года), дом культуры, библиотека (с 1978 года), фельдшерско-акушерский пункт.

## Религиозные объекты
Мечеть «Соймэк» (с 2003 года).